# Kabinett Kiesinger II
Das Kabinett Kiesinger II bestand in der 3. Wahlperiode des Landtags Baden-Württemberg.
| Amt                                                               | Name                                                  | Partei | Partei                                                                     |
| ----------------------------------------------------------------- | ----------------------------------------------------- | ------ | -------------------------------------------------------------------------- |
| Ministerpräsident                                                 | Kurt Georg Kiesinger                                  |        | CDU                                                                        |
| Stellvertretender Ministerpräsident                               | Wolfgang Haußmann                                     |        | FDP/DVP                                                                    |
| Justizminister                                                    | Wolfgang Haußmann                                     |        | FDP/DVP                                                                    |
| Inneres                                                           | Hans Filbinger                                        |        | CDU                                                                        |
| Kultus                                                            | Gerhard Storz                                         |        | CDU                                                                        |
| Finanzen                                                          | Hermann Müller                                        |        | FDP/DVP                                                                    |
| Wirtschaft                                                        | Eduard Leuze                                          |        | FDP/DVP                                                                    |
| Ernährung, Landwirtschaft und Forsten                             | Eugen Leibfried                                       |        | CDU                                                                        |
| Arbeit                                                            | Josef Schüttler                                       |        | CDU                                                                        |
| Staatssekretär für Vertriebene, Flüchtlinge und Kriegsgeschädigte | Josef Schwarz                                         |        | GB/BHE bis 16. April 1961, GDP bis 18. Januar 1964, CDU ab 20. Januar 1964 |
| Vertretung beim Bund                                              | Walter Hailer Adalbert Seifriz (ab 1. September 1963) |        | CDU                                                                        |